# Me & My Brother
Me & My Brother är det tredje studioalbumet av rapduon Ying Yang Twins. 

## Låtlista
1. "Them Braves"
2. "Hanh!"
3. "What's Happnin!" feat. Trick Daddy
4. "Grey Goose"
5. "Salt Shaker" feat. Lil Jon & the Eastside Boyz
6. "Georgia Dome (Get Low Sequel)"
7. "What The Fuck!" feat. Bone Crusher & Killer Mike
8. "Calling All Zones"
9. "Me & My Brother"
10. "Hard" feat. K.T.
11. "The Nerve Calmer"
12. "Naggin'"
13. "Naggin Part II (The Answer)" performed by Ms Flawless and Tha Rhythum
14. "Armageddon"